# St. Martinus (Koblenz)

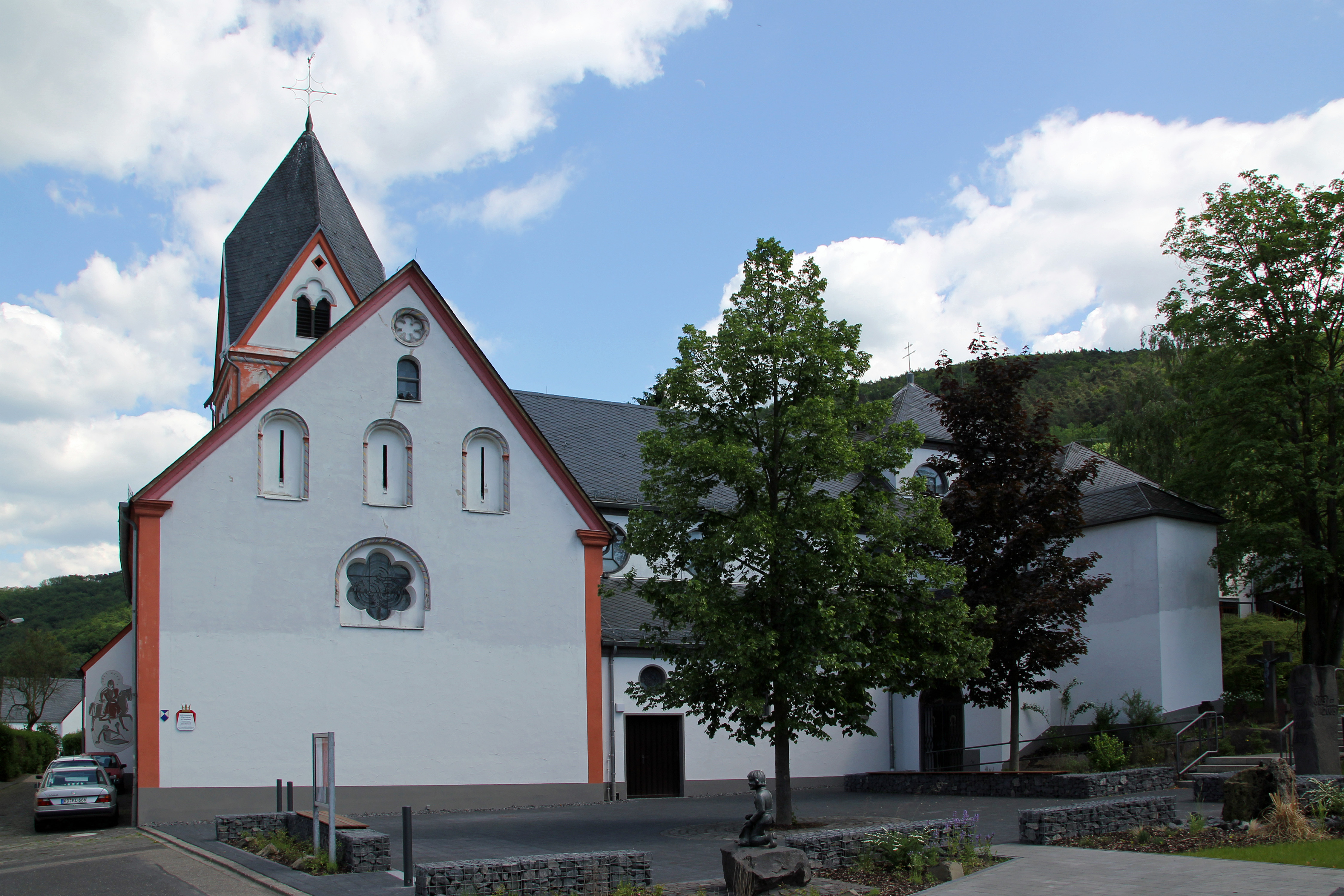
Die Pfarrkirche St. Martinus in Koblenz-Lay

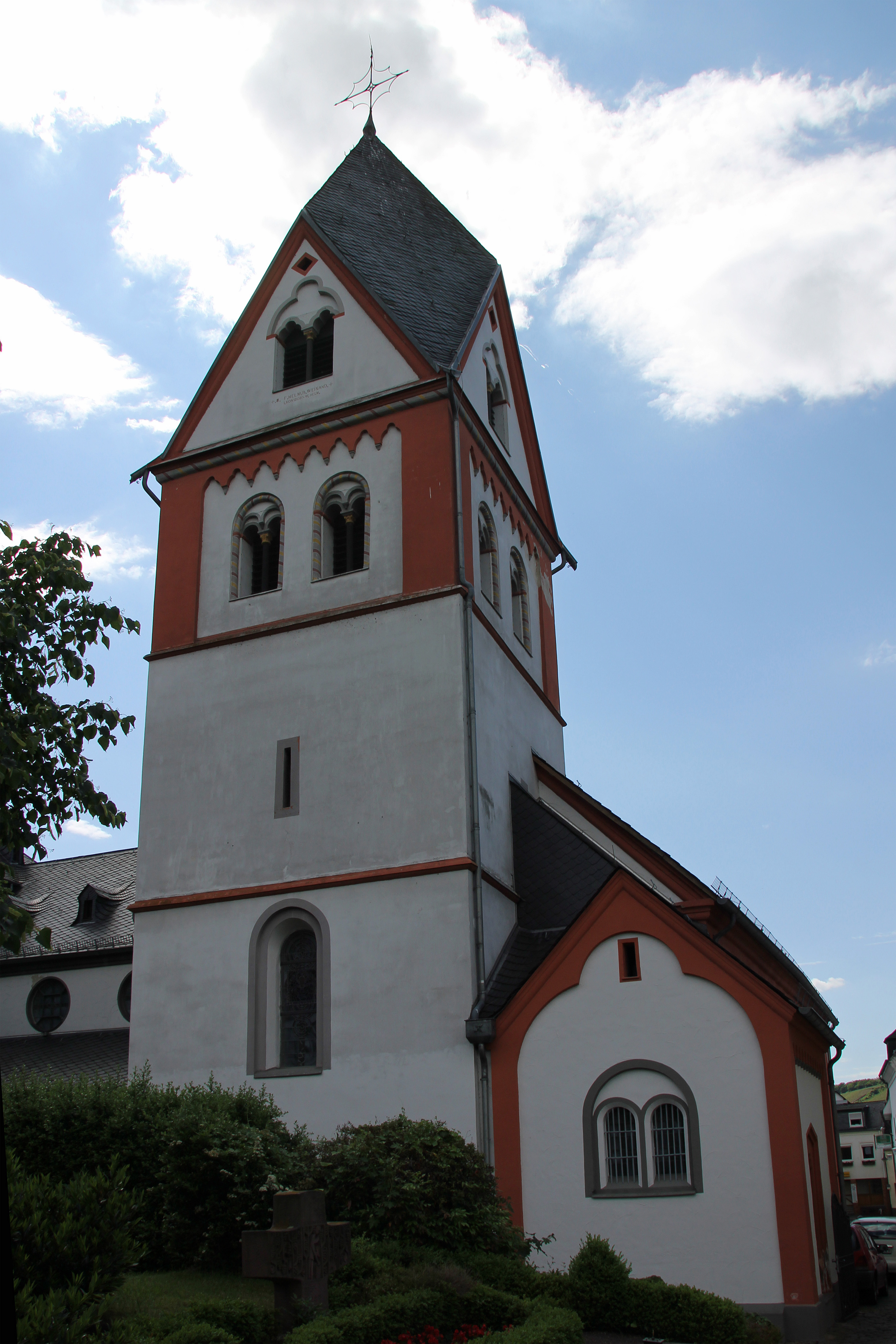
Der romanische Ostturm von St. Martinus

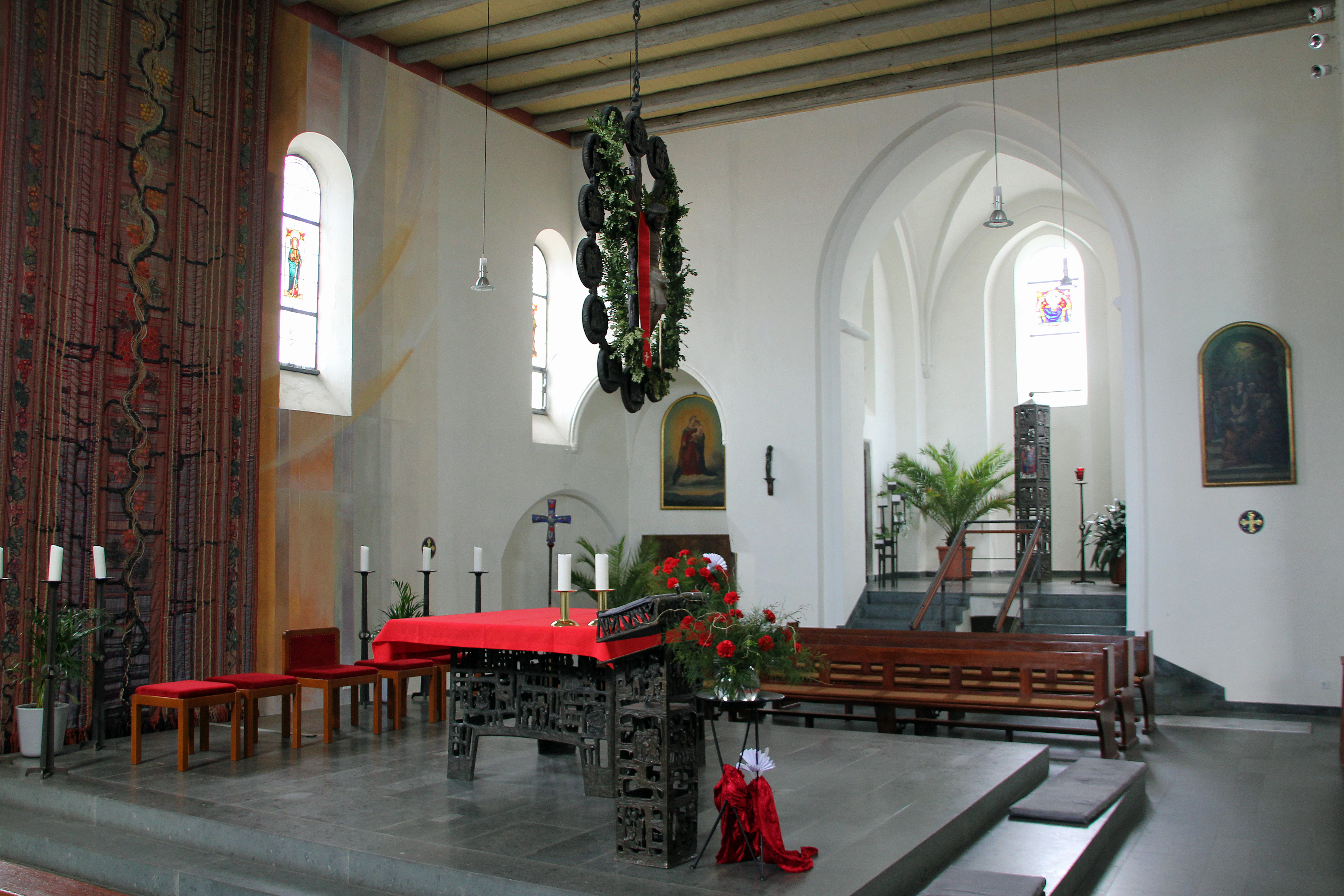
Innenraum mit Blick Richtung altem Chor

Die Pfarrkirche St. Martinus ist eine katholische Kirche in Koblenz. Die Pfarrkirche im Stadtteil Lay wurde in der ersten Hälfte des 13. Jahrhunderts erbaut und erfuhr mit der Zeit einige Um- und Anbauten. Sie trägt das Patrozinium des heiligen Martin von Tours.

## Geschichte
Der nördliche Teil samt Turm der Pfarrkirche St. Martinus wurde in der ersten Hälfte des 13. Jahrhunderts erbaut. Die Krypta unter dem Ostchorturm ist der älteste Teil der Kirche und lässt vermuten, dass sich an dieser Stelle zuvor eine noch ältere Kirche befunden haben muss. Der Kirchenpatron St. Martinus deutet ebenfalls auf das Bestehen einer sehr alten Pfarrei hin. Das Patronatsrecht hatten die Klöster Kaufungen und Siegburg inne. Die erste urkundliche Erwähnung von St. Martinus war 1241 während eines Streites zwischen beiden Klöstern. Nikolaus von Kues gelang es 1440 die Pfarrei dem Stift Münstermaifeld einzuverleiben, wo sie bis zur Säkularisation 1802 verblieb. Im 15. und 17. Jahrhundert erfolgten einige Umbauten. So wurde 1456 die Kirche renoviert, bei der sie einen neuen Altar erhielt. 1680 verlängerte man die Fenster im Kirchenschiff und renovierte die Kirche erneut. Eine Sakristei wurde 1855 angebaut.
Mit wachsender Bevölkerungszahl Anfang des 20. Jahrhunderts war der alte Kirchenbau für die Gläubigen nicht mehr ausreichend. So fügte der Architekt Peter Marx 1928–1929 an das bestehende Kirchenschiff einen Erweiterungsbau an. Dabei wurde die alte Krypta unter dem Turm freigelegt. Am 25. April 1932 erfolgte die Weihe durch den Trierer Bischof Franz Rudolf Bornewasser. An der Südseite des Neubaus befand sich der Hochaltar. Mit dem Zweiten Vatikanischen Konzil wurde dieser 1973 aufgegeben und der Altar inmitten der Gläubigen aufgestellt. Anstelle des Hochaltars wurde 1984 eine Orgel errichtet. An die Nordwand wurde 1987 ein großer handgearbeiteter Wandteppich der Künstlerin Maria Benatzky-Tillmann aus Kail aufgehängt. Die letzte Innenrenovierung fand 2004 statt.

## Bau und Ausstattung

### Außen
St. Martinus ist eine spätromanische einschiffige Saalkirche aus dem 13. Jahrhundert mit einem quer zum Langhaus errichteten dreischiffigen Anbau aus den 1920er Jahren. Der mittelalterliche Kirchenbau  mit Satteldach war ursprünglich geostet. Der Anbau hat Pultdächer, der neue Chor ein flaches Pyramidendach mit Rundfenstern in den Obergaden. Der dreigeschossige Kirchturm mit Rhombendach steht am alten Chor und beherrscht die Silhouette von Lay. Er besitzt zweibogige Fenster und ist gegliedert durch Kleeblatt- und Rundbogenfriese. Im Turm befinden sich zwei Glocken von 1377 und 1440. In der asymmetrischen Westfassade des alten Kirchenbaus war ursprünglich der Haupteingang, der sich heute an der Seitenschiffswand des Anbaus befindet, eingebaut. Darüber ist das Sechspassfenster, die drei Schlitzfenster in Rundbogenblenden mit Ecksäulchen und Wulst sowie in der Spitze eine Rundblende mit Sechspass erhalten. 

### Innen
Der alte Chorraum hinter dem Ostturm besitzt ein Kreuzrippengewölbe. Darunter befindet sich eine tonnengewölbte Krypta mit altem Nikolausaltar aus schwarzem Marmor und lichtstarkem Nikolausfenster. Das Kirchenschiff besitzt im niedrigeren alten und höheren neuen Teil eine flache Holzbalkendecke. Im neuen Mittelschiff führen auf beiden Seiten vier Arkaden zu den niedrigeren Seitenschiffen, die ein Tonnengewölbe besitzen. Der ehemalige Chor des neuen Mittelschiffs, in dem heute die Orgel steht, ist durch einen Schwibbogen abgesetzt und wird von oben durch ein Rundfenster belichtet. Mittelpunkt im alten Langhaus ist die Altarinsel mit einem von der Decke hängenden gotischen Gabelkreuz aus dem 14. Jahrhundert. Der am Gabelkreuz angebrachter Kranz aus Medaillons wurde 1974 vom Kölner Künstler Egino Weinert gestaltet. Er schuf ebenso den Altar, das Tabernakel und den Ambo. Der romanische Taufstein stammt aus der Erbauungszeit. An der Nordwand hängt ein großer handgearbeiteter Wandteppich mit dem Motiv eines Rebstocks mit einer Vielzahl von Trauben und Blättern. Kostbarste Ausstattung der Kirche ist eine gotische Monstranz aus dem 15. Jahrhundert. Daneben befinden sich Ölgemälde und Skulpturen aus mehreren Jahrhunderten in der Kirche sowie ein neugotischer Beichtstuhl (Ende 19. Jahrhundert) mit Blendmaßwerk vom Koblenzer Bildhauer Ernst. 

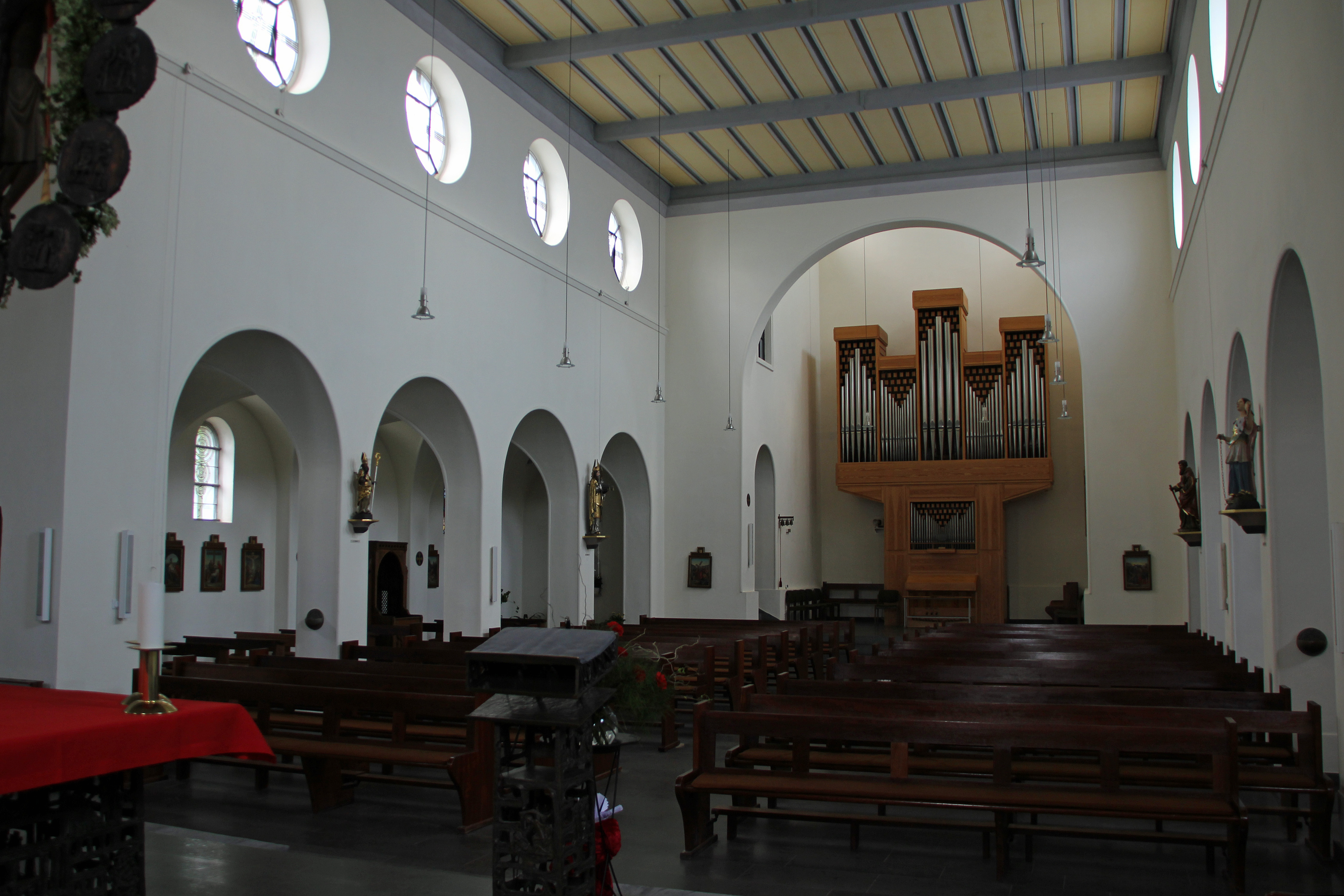
Innenraum mit der Orgel
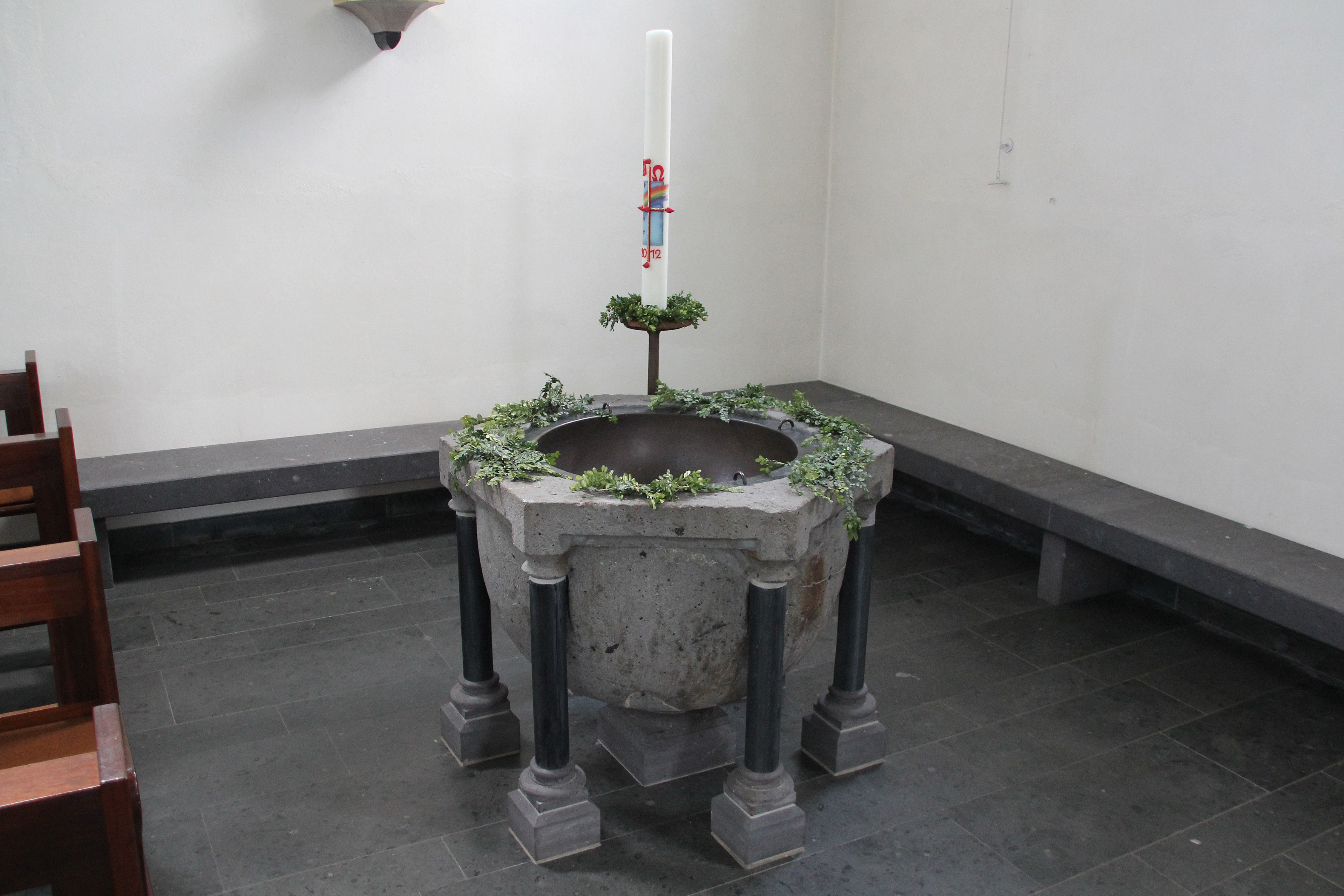
Romanischer Taufstein
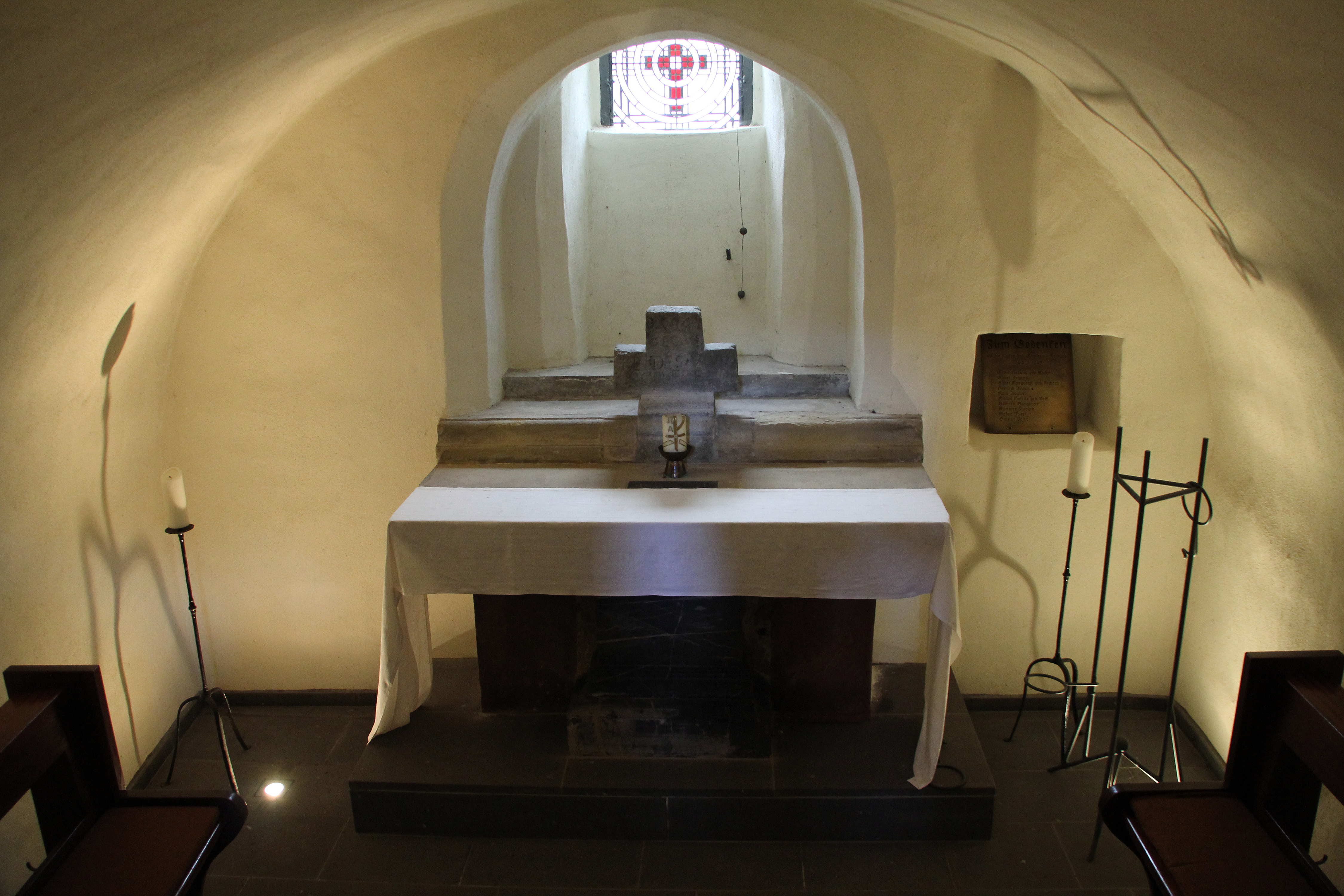
Krypta
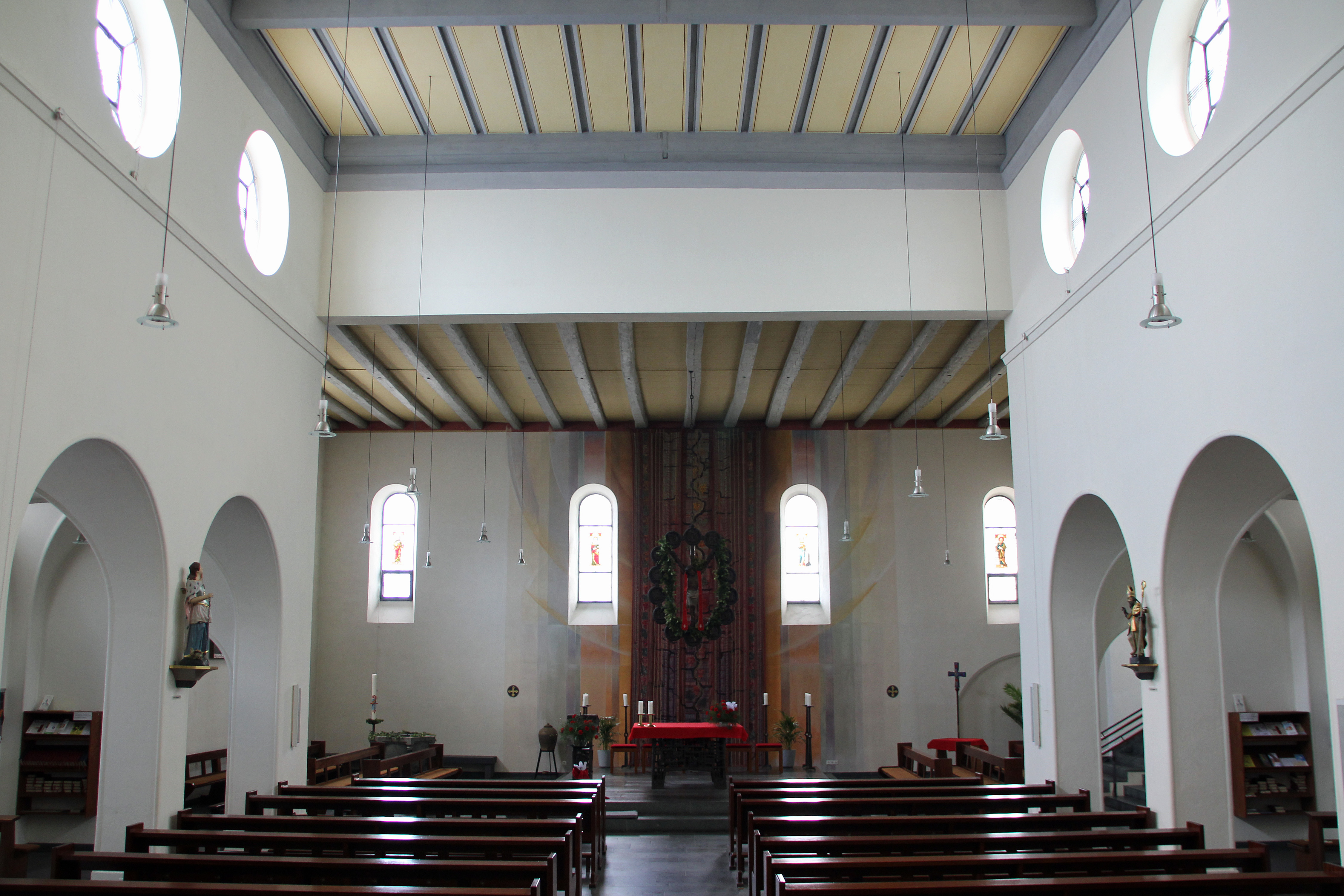
Innenraum mit Blick Richtung Altarinsel
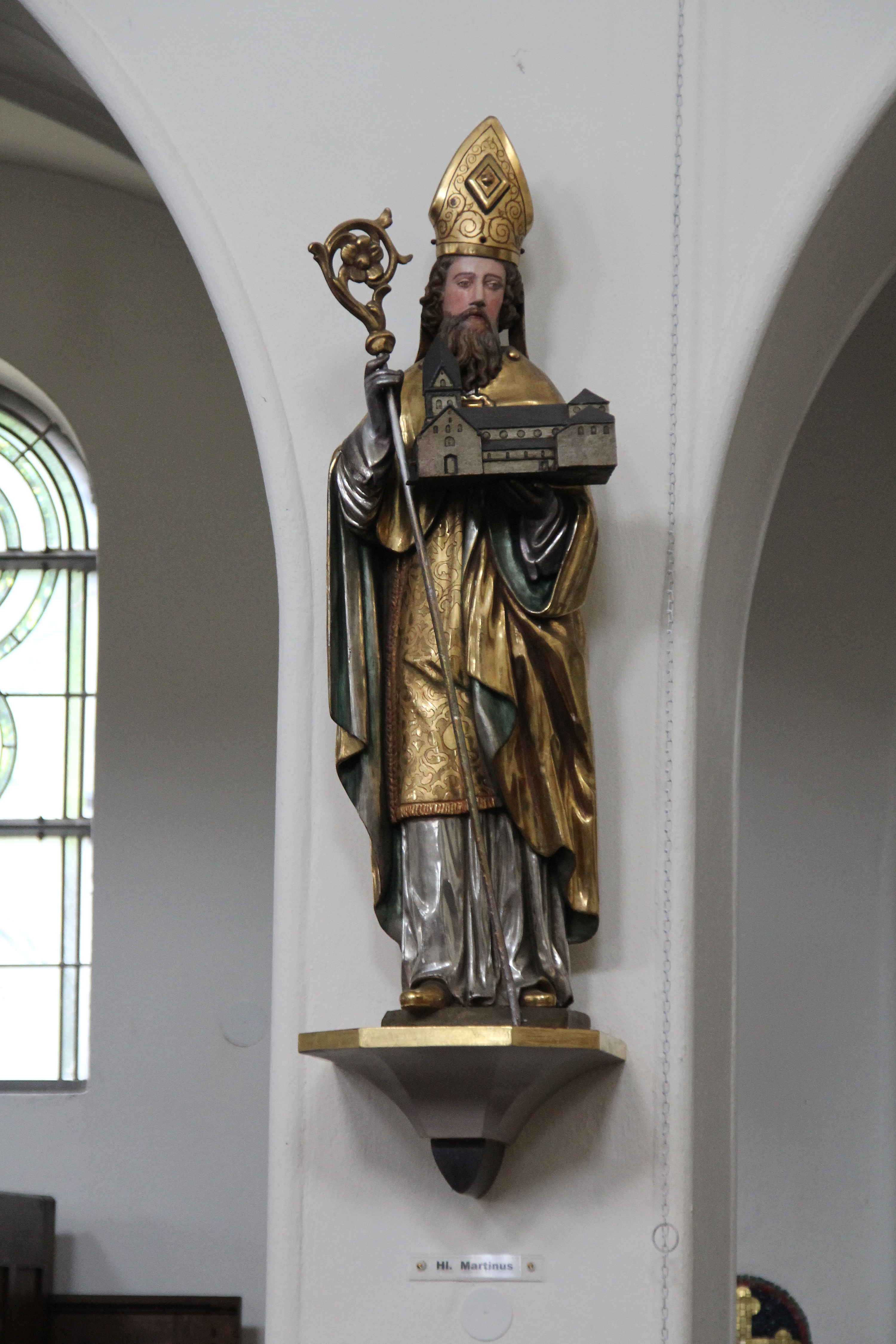
Statue des heiligen St. Martinus

## Pfarreiengemeinschaft
St. Martinus ist Teil der „Pfarreiengemeinschaft Koblenz (Moselweiß)“, zu der auch St. Beatus und St. Hedwig auf der Karthause, St. Elisabeth im Rauental, St. Franziskus in der Goldgrube sowie St. Laurentius  in Moselweiß gehören.

## Denkmalschutz
Die Pfarrkirche St. Martinus ist ein geschütztes Kulturdenkmal nach dem Denkmalschutzgesetz (DSchG) und in der Denkmalliste des Landes Rheinland-Pfalz eingetragen. Sie liegt in Koblenz-Lay in der Pastor-Simon-Straße 6.
Des Weiteren ist sie seit 1988 ein geschütztes Kulturgut nach der Haager Konvention und mit dem blau-weißen Schutzzeichen gekennzeichnet.